# Антарктида: Битва за Сьомий континент
Антарктида: Битва за Сьомий континент — книга 2016 року Доаа Абдель-Мотаал, в якій обговорюється майбутнє Антарктиди. В книзі автор стверджує, що континент, що тане, пропонує життєвий простір, мінеральні та морські ресурси, які раніше були недоступні. Автор закликає міжнародне співтовариство переглянути систему Договору про Антарктику та попередньо розділити континент, щоб уберегти світ від серйозного військового конфлікт.
У книзі досліджуються різні варіанти мирного вирішення проблем, для врегулюванням можливої ситуації, пов'язаної із колонізацією Антарктиди. 